# ميلتون غيرا
ميلتون غيرا (بالإسبانية: Milton Guerra)‏ (26 نوفمبر 1982 في السلفادور - ) هو لاعب كرة قدم سلفادوري في مركز الهجوم. لعب مع C.D. Vista Hermosa ‏ وأونسي مونيسيبال ‏ وEl Roble de Ilobasco ‏ وIndependiente F.C. (El Salvador) ‏.